# Bitomus tenebricus
Bitomus tenebricus är en stekelart som beskrevs av Fischer 1999. Bitomus tenebricus ingår i släktet Bitomus och familjen bracksteklar. Inga underarter finns listade.